# Hydrovatus parallelus
Hydrovatus parallelus är en skalbaggsart som beskrevs av Sharp 1882. Hydrovatus parallelus ingår i släktet Hydrovatus och familjen dykare. Inga underarter finns listade i Catalogue of Life.